# Aesch (Basilea-Campiña)
Aesch es una comuna suiza del cantón de Basilea-Campiña, situada en el distrito de Arlesheim. Tiene una población estimada, a fines de 2020, de 10,314 habitantes.
Limita al norte con las comunas de Therwil y Reinach, al este con Dornach (SO) y Duggingen, al sur con Pfeffingen, y al oeste con Ettingen.
Los restos funerarios neolíticos encontrados en el bosque comunal (en alemán, gemeindewald) han sido catalogados como patrimonio de importancia a nivel nacional.

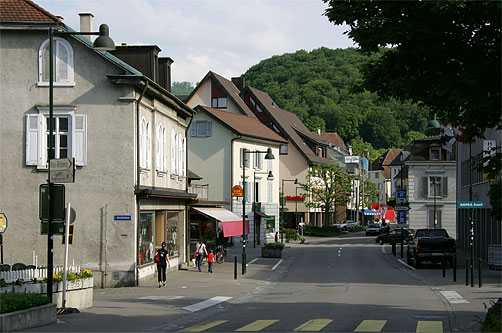
Calle principal de Aesch.

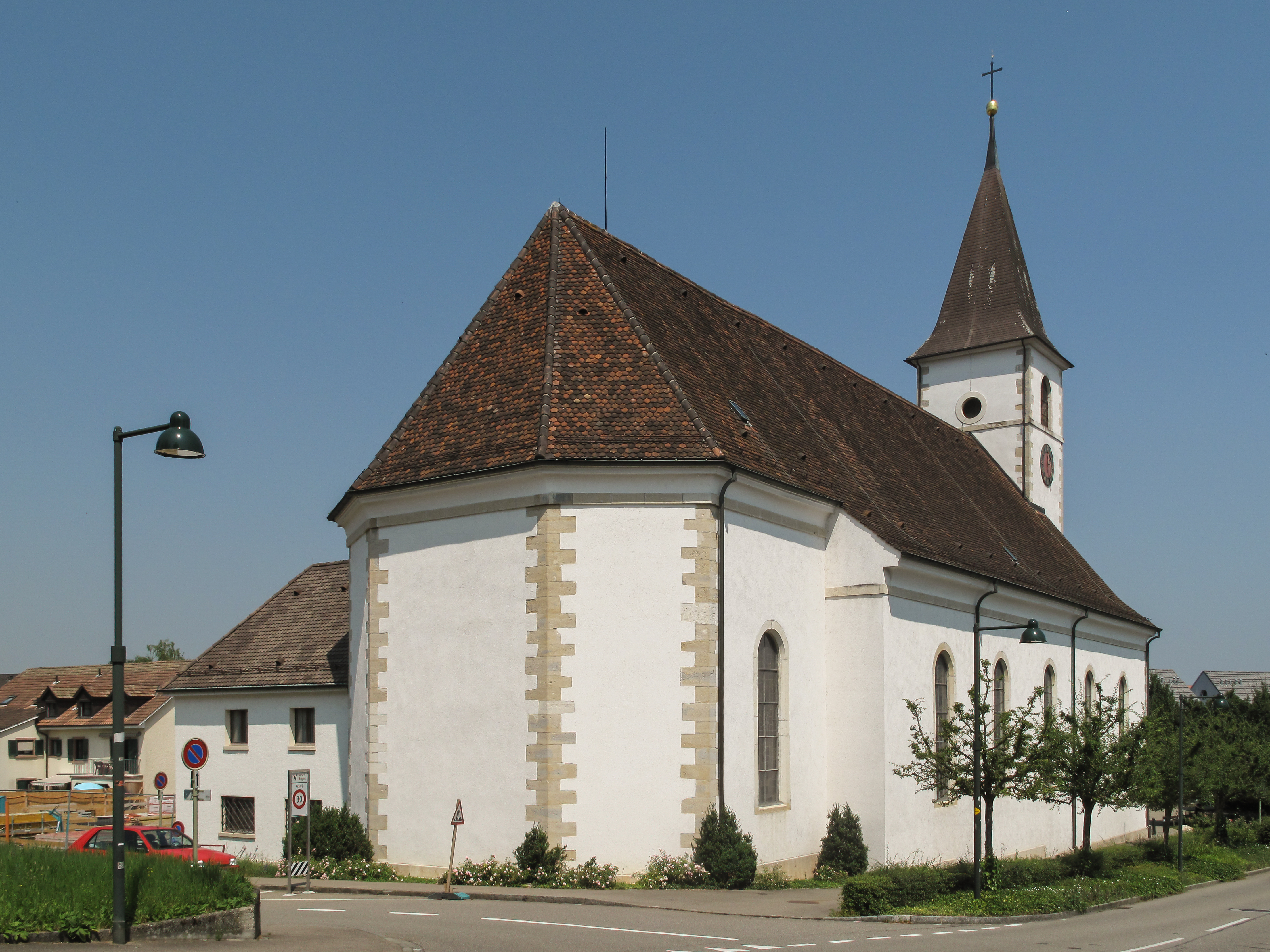
Iglesia católica